# Olympische Winterspiele 1932/Teilnehmer (Japan)
| Gelbes Symbol für Goldmedaillen mit stilisierten Olympischen Ringen | Graues Symbol für Silbermedaillen mit stilisierten Olympischen Ringen | Braundes Symbol für Bronzemedaillen mit stilisierten Olympischen Ringen |
| ------------------------------------------------------------------- | --------------------------------------------------------------------- | ----------------------------------------------------------------------- |
| —                                                                   | —                                                                     | —                                                                       |

Japan nahm an den III. Olympischen Winterspielen 1932 in Lake Placid mit einer Delegation von 16 Athleten in fünf Disziplinen teil, allesamt Männer. Japan war die einzige Teilnehmernation aus Asien. Ein Medaillengewinn gelang keinem der Athleten. Das beste Resultat gelang dem Skispringer Gorō Adachi mit dem achten Platz.

## Teilnehmer nach Sportarten

### Eiskunstlauf
Männer
- Ryūichi Obitani
12. Platz (1856,7)

- Kazuyoshi Oimatsu
9. Platz (1978,6)

### Eisschnelllauf
Männer
- Kawamura Yasuo
500 m: im Vorlauf ausgeschieden
1500 m: im Vorlauf ausgeschieden
5000 m: Rennen nicht beendet
10.000 m: Rennen nicht beendet

- Ishihara Shōzō
500 m: im Vorlauf ausgeschieden
1500 m: im Vorlauf ausgeschieden
5000 m: Rennen nicht beendet
10.000 m: Rennen nicht beendet

- Kitani Tokuo
500 m: im Vorlauf ausgeschieden
1500 m: im Vorlauf ausgeschieden
5000 m: Rennen nicht beendet
10.000 m: Rennen nicht beendet

- Uruma Tomeju
500 m: im Vorlauf ausgeschieden
1500 m: im Vorlauf ausgeschieden
5000 m: Rennen nicht beendet
10.000 m: Rennen nicht beendet

### Nordische Kombination
- Kuriyagawa Heigorō
Einzel: 20. Platz (332,80)

- Tsubokawa Takemitsu
Einzel: 15. Platz (358,90)

- Katsumi Yamada
Einzel: 32. Platz (222,20)

### Skilanglauf
Männer
- Ageishi Iwao
50 km: 17. Platz (5:19:31 h)

- Hoshina Takeo
18 km: 17. Platz (1:35:47 h)

- Iwasaki Saburō
18 km: 37. Platz (1:44:07 h)
50 km: 18. Platz (5:21:40 h)

- Kuriyagawa Heigorō
18 km: 12. Platz (1:31:34 h)
50 km: Rennen nicht beendet

- Taniguchi Kinzō
50 km: nicht beendet

- Tsubokawa Takemitsu
18 km: 15. Platz (1:33:15 h)

### Skispringen
- Gorō Adachi
Normalschanze: 8. Platz (210,7)

- Mitsutake Makita
Normalschanze: 28. Platz (134,2)

- Yoichi Takata
Normalschanze: 31. Platz (91,1)

- Yamada Katsumi
Normalschanze: 32. Platz (70,0)